# San José (Honduras)
San José – gmina (municipio) w południowym Hondurasie, w departamencie Choluteca. W 2010 roku zamieszkana była przez ok. 3,8 tys. mieszkańców. Siedzibą administracyjną jest wieś San José.

## Położenie
Gmina położona jest w zachodniej części departamentu. Graniczy z 6 gminami:
- Alubarén i Reitoca od północy,
- La Venta od wschodu,
- Pespire od południa,
- La Libertad i San Miguelito od zachodu.

## Miejscowości
Według Narodowego Instytutu Statystycznego Hondurasu na terenie gminy położone były następujące wsie:
- San José
- Coraycito
- El Cacao
- El Macuelizo
- La Crucita
- Las Marías

## Demografia
Według danych honduraskiego Narodowego Instytutu Statystycznego na rok 2010 struktura wiekowa i płciowa ludności w gminie przedstawiała się następująco:
| Wiek      | 0–3 | 4–6 | 7–12 | 13–17 | 18–24 | 25–64 | 65+ | razem |
| San José  | 445 | 338 | 719  | 457   | 362   | 1 213 | 262 | 3 795 |
| Mężczyźni | 226 | 163 | 386  | 228   | 196   | 616   | 118 | 1 932 |
| Kobiety   | 219 | 175 | 334  | 229   | 166   | 597   | 144 | 1 863 |